# Oleg Konstantinowitsch Piganowitsch
Oleg Konstantinowitsch Piganowitsch (russisch Олег Константинович Пиганович; englische Transkription: Oleg Konstantinovich Piganovich; * 12. Mai 1985 in Jaroslawl, Russische SFSR) ist ein russischer Eishockeyspieler, der zuletzt bis April 2020 beim HK Sibir Nowosibirsk aus der Kontinentalen Hockey-Liga (KHL) unter Vertrag gestanden und dort auf der Position des Verteidigers gespielt hat. 

## Karriere
Oleg Piganowitsch begann seine Karriere als Eishockeyspieler in seiner Heimatstadt in der Nachwuchsabteilung von Lokomotive Jaroslawl. Nachdem er den Verein verlassen hatte, spielte der Verteidiger von 2001 bis 2005 je zwei Jahre lang für die zweiten Mannschaften der Hauptstadtklubs Krylja Sowetow Moskau und HK ZSKA Moskau in der drittklassigen Perwaja Liga. Anschließend spielte er in den folgenden beiden Spielzeiten für die Profiteams des HK Dmitrow und von Chimik Woskressensk in der Wysschaja Liga, der zweiten russischen Spielklasse. 
Zur Saison 2007/08 wechselte Piganowitsch zum HK Traktor Tscheljabinsk aus der Superliga, für den er von 2008 bis 2010 in der neu gegründeten Kontinentalen Hockey-Liga auf dem Eis stand. Ab Beginn der Saison 2010/11 bis zum Dezember 2011 spielte er für dessen Ligarivalen HK Spartak Moskau und war dabei während der Saison 2011/12 Mannschaftskapitän Spartaks.
Im Dezember 2011 wechselte Piganowitsch zu Amur Chabarowsk, für den er in der Folge 38 KHL-Partien bestritt. Im November 2012 tauschte der HK Awangard Omsk Alexei Kusnezow und Jewgeni Orlow gegen Piganowitsch, da das Omsker Management auf der Suche nach einem spielstarken Verteidiger war. Nach dem Ende der Saison 2012/13 wechselte Piganowitsch zum HK Donbass Donezk, für den er 60 KHL-Partien absolvierte und dabei 22 Scorerpunkte erzielte. Im Frühsommer 2014 zog sich Donbass vom Spielbetrieb der KHL zurück und Piganowitsch kehrte zu Traktor Tscheljabinsk zurück.
Nachdem er dort eine Saison verbracht hatte, wechselte er für die Spielzeit 2015/16 zu Torpedo Nischni Nowgorod. Danach pausierte er für eine Saison, kehrte im Juni 2017 aber zurück, nachdem er einen Vertrag bei Neftechimik Nischnekamsk unterzeichnet hatte. Vor dem Spieljahr 2018/19 wechselte der Russe für zwei Jahre zum Ligakonkurrenten HK Sibir Nowosibirsk.

## Erfolge und Auszeichnungen
- 2017 KHL-Verteidiger des Monats Dezember

## Statistik
(Stand: Ende der Saison 2019/20)